# 2017 рік у науковій фантастиці
Шаблон:Рік у науковій фантастиці
2017 рік у науковій фантастиці
У 2017 році у науковій фантастиці відбулось багато подій, деякі з них наведено нижче.

## Літературні премії

### Премія Артура Кларка
| Премія Артура Кларка | Премія Артура Кларка     | Премія Артура Кларка |
| Автор                | Оригінальна назва        | Категорія            |
| -------------------- | ------------------------ | -------------------- |
| Колсон Вайтхід       | The Underground Railroad |                      |

### Премія Британської науково-фантастичної асоціації
| Премія Британської науково-фантастичної асоціації | Премія Британської науково-фантастичної асоціації | Премія Британської науково-фантастичної асоціації |
| Автор                                             | Оригінальна назва                                 | Категорія                                         |
| ------------------------------------------------- | ------------------------------------------------- | ------------------------------------------------- |
| Дейв Хатчінсон                                    | Європейська зима                                  | Найкращий роман                                   |
| Джайін Фенн                                       | Liberty Bird                                      | Найкраще оповідання                               |

### Меморіальна премія імені Джона Кемпбелла
| Меморіальна премія імені Джона Кемпбелла | Меморіальна премія імені Джона Кемпбелла | Меморіальна премія імені Джона Кемпбелла |
| Автор                                    | Оригінальна назва                        | Категорія                                |
| ---------------------------------------- | ---------------------------------------- | ---------------------------------------- |
| Лаві Тидхар                              | Central Station                          | Найкращий роман                          |
| Пекла Палмер                             |                                          | Найкраща авторська прем'єра              |

### Меморіальна премія «Гросмейстер фантастики» імені Деймона Найта
Лауреат — Джейн Йолен

### Німецька науково-фантастична премія
| Німецька науково-фантастична премія | Німецька науково-фантастична премія | Німецька науково-фантастична премія |
| Автор                               | Оригінальна назва                   | Категорія                           |
| ----------------------------------- | ----------------------------------- | ----------------------------------- |
| Дірк Ван ден Бум                    | Принципат [Світ Скір 1 том]         | Найкращий роман                     |
| Майкл К. Івуліт                     | Мережа злочинців                    | Найкраще коротке оповідання         |

### Премія Г'юго
| Г'юго (премія)   | Г'юго (премія)            | Г'юго (премія)              |
| Автор            | Оригінальна назва         | Категорія                   |
| ---------------- | ------------------------- | --------------------------- |
| Нора К. Джемісін | Обеліскові ворота         | Найкращий роман             |
| Шенан Макгуар    | Every Heart a Doorway     | Найкращий короткий роман    |
| Урсула Вернон    | The Thief Tomato          | Найкраще оповідання         |
| Амаль Ель-Mohtar | Seasons of Glass and Iron | Найкраще коротке оповідання |

### Меморіальна премія Джеймса Тіптрі-молодшого
| Меморіальна премія Джеймса Тіптрі-молодшого | Меморіальна премія Джеймса Тіптрі-молодшого | Меморіальна премія Джеймса Тіптрі-молодшого | Меморіальна премія Джеймса Тіптрі-молодшого |
| Автор                                       | Оригінальна назва                           | Категорія                                   |                                             |
| ------------------------------------------- | ------------------------------------------- | ------------------------------------------- | ------------------------------------------- |
| Анна-Марі Маклімор                          | When the Moon was Ours                      |                                             |                                             |

### Премія імені Курда Лассвіца
| Премія імені Курда Лассвіца                        | Премія імені Курда Лассвіца | Премія імені Курда Лассвіца   |
| Автор                                              | Оригінальна назва           | Категорія                     |
| -------------------------------------------------- | --------------------------- | ----------------------------- |
| Андреас Бранхорст                                  | Omni                        | Найкращий роман               |
| Габріеле Бернд                                     | Suicide Rooms               | Найкращі оповідання / повість |
| Лю Цисінь                                          | Проблема з трьома тілами    | Найкращий іноземний твір      |
| Мартіна Хассе                                      |                             | Найкращий переклад            |
| Грег Рут                                           |                             | Найкраща графіка              |
| не нагороджений                                    | не нагороджений             | Найкращий радіоспектакль      |
| Ralf Bold & Сільвана Фрайберг & команда MediKonOne | Для здійснення MediKonOne   | Спеціальна премія             |

### Премія Локус
| Локус (премія)                  | Локус (премія)                        | Локус (премія)                       |
| Автор                           | Оригінальна назва                     | Категорія                            |
| ------------------------------- | ------------------------------------- | ------------------------------------ |
| Лю Цисінь                       | Death'S End                           | Найкращий науково-фантастичний роман |
| Аластер Рейнольдс               | Реванш                                | Найкращий молодіжний роман           |
| Юн Ха Чи                        | Нінефокс Гамбіт                       | Найкращий прем'єрний роман           |
| Шенан Макгуар                   | Кожне серце біля дверей               | Найкращий короткий роман             |
| Алісса Вонг                     | You'll Surely Drown Here If You Stay  | Найкраще оповідання                  |
| Амаль Ель-Мохтар                | Seasons of Glass and Iron             | Найкращие коротке оповідання         |
| Кен Лю                          | The Paper Menagerie and Other Stories | Найкраща колекція                    |
| Енн Вандермер & Джефф Вандермер | The Big Book of Science Fiction       | Найкраща антологія                   |

### Премія Неб'юла
| Неб'юла            | Неб'юла                   | Неб'юла                     |
| Автор              | Оригінальна назва         | Категорія                   |
| ------------------ | ------------------------- | --------------------------- |
| Чарлі Джейн Андерс | All the Birds in the Sky  | Найкращий роман             |
| Шенан Макгуар      | Every Heart a Doorway     | Найкраща повість            |
| Вільям Ледбеттер   | The Long Fall Up          | Найкраще оповідання         |
| Амаль Ель-Мохтар   | Seasons of Glass and Iron | Найкраще коротке оповідання |
| не обрано          |                           | Найкращий сценарій          |

### Меморіальна премія імені Філіпа К. Діка
| Меморіальна премія імені Філіпа К. Діка | Меморіальна премія імені Філіпа К. Діка | Меморіальна премія імені Філіпа К. Діка |
| Автор                                   | Оригінальна назва                       | Категорія                               |
| --------------------------------------- | --------------------------------------- | --------------------------------------- |
| Клаудія Каспер                          | The Mercy Journals                      |                                         |

### Премія «Прометей»
| Премія «Прометей» | Премія «Прометей»   | Премія «Прометей» |
| Автор             | Оригінальна назва   | Категорія         |
| ----------------- | ------------------- | ----------------- |
| Йоханна Сінісало  | The Core of the Sun | Найкращий роман   |
| Роберт Гайнлайн   | Ковентрі            | Зал Слави         |
|                   |                     | Спеціальна премія |

## Зал слави факультету науки
| Зал слави факультету науки | Зал слави факультету науки |
| Лауреат                    | Категорія                  |
| -------------------------- | -------------------------- |
| Дуглас Адамс               | Автор                      |
| Маргарет Етвуд             | Автор                      |
| Кіт Девід                  | Автор                      |
| Гільєрмо дель Торо         | Автор                      |
| Террі Гілліам              | Автор                      |
| Джим Генсон                | Автор                      |
| Джек Кірбі                 | Автор                      |
| Мадлен Л'Енґл              | Автор                      |
| Клайв Стейплз Льюїс        | Автор                      |
| Говард Лавкрафт            | Автор                      |
| Леонард Німой              | Автор                      |
| Джордж Оруелл              | Автор                      |
| Террі Пратчетт             | Автор                      |
| Такахасі Руміко            | Автор                      |
| Джон Вільямс               | Автор                      |
| Космічна одіссея 2001 року | Робота                     |
| Той, хто біжить по лезу    | Робота                     |
| Dungeons & Dragons         | Робота                     |
| Матриця                    | Робота                     |
| Myst                       | Робота                     |
| The Princess Bride         | Робота                     |
| Зоряний шлях               | Робота                     |
| Wonder Woman               | Робота                     |
| The X-Files                | Робота                     |

## Нові публікації в літературі
| Українська назва | Рік | Оригінальна назва                                                              | Автор                    | Примітки                                                                                           |
| ---------------- | --- | ------------------------------------------------------------------------------ | ------------------------ | -------------------------------------------------------------------------------------------------- |
| Слон             |     |                                                                                | Мартін Сутер             | |
| Війна жахів      |     | La Guerra contra los Langostas: Emperatriz. Signos de guerra. Langosta pálida. | Володимир Ернандес Пачін | Переклад з іспанської мови: Піа Обераккер-Пілік (як Pia Biundo автор «Всіх часів у світі. SF-Roma» |

## Нові релізи фільмів
| Українська назва                          | Рік  | Оригінальна назва                           | Автор                | Примітки                                                                          |
| ----------------------------------------- | ---- | ------------------------------------------- | -------------------- | --------------------------------------------------------------------------------- |
| Чужий: Заповіт                            | 2017 | Alien: Covenant                             | Рідлі Скотт          | Продовження фільмів серії Alien                                                   |
| Attraction                                | 2017 | Притяжение                                  | Федір Бондарчук      |                                                                                   |
| Той, хто біжить по лезу 2049              | 2017 | Blade Runner 2049                           | Дені Вільнев         | Продовження фільму Той, хто біжить по лезу (1982)                                 |
| Космос між нами                           | 2017 | The Space Between Us                        | Петр Челсом          |                                                                                   |
| Коматозники                               | 2017 | Flatliners                                  | Досвід Нільса Ардена | Ремейк фільму Flatliners — Heute ist ein schöner Tag zum Sterben (1990)           |
| Геошторм                                  | 2017 | Geostorm                                    | Дін Девлін           |                                                                                   |
| Привид у броні                            | 2017 | Ghost in the Shell                          | Руперт Сандерс       |                                                                                   |
| Частка Бога                               | 2017 | God Particle                                | Джуліус Вон          |                                                                                   |
| Вартові галактики 2                       | 2017 | Guardians of the Galaxy Vol. 2              | Джеймс Ганн          | Продовження фільму Вартові галактики (2014)                                       |
| iBoy                                      | 2017 | iBoy                                        | Адам Рендалл         |                                                                                   |
| Jugend ohne Gott                          | 2017 | Jugend ohne Gott                            | Ален Гспонер         |                                                                                   |
| Ліга справедливості                       | 2017 | Justice League                              | Зак Снайдер          |                                                                                   |
| Життя                                     | 2017 | Life                                        | Данієль Еспіноса     |                                                                                   |
| Лоґан: Росомаха                           | 2017 | Logan — The Wolverine                       | Джеймс Мангольд      | Продовження фільму Люди Ікс                                                       |
| Marjorie Prime                            | 2017 | Marjorie Prime                              | Майкл Альмерейда     |                                                                                   |
| MindGamers                                | 2017 | Deus ex Machina                             | Ендрю Гот            |                                                                                   |
| Війна за планету мавп                     | 2017 | Planet of the Apes: Survival                | Matt Reeves          | Продовження фільмів Повстання планети мавп (2011) та Світанок планети мавп (2014) |
| Могутні рейнджери                         | 2017 | Saban's Power Rangers                       | Декан Ізраїль        |                                                                                   |
| Повернення додому                         | 2017 | Spider-Man: Homecoming                      | Джон Уоттс           | Продовження фільму Перший месник: Протистояння (2016)                             |
| Зоряні війни: Останні джедаї              | 2017 | Star Wars: The Last Jedi                    | Раян Джонсон         | Продовження фільму Зоряні війни: Пробудження Сили (2015)                          |
| Сфера                                     | 2017 | The Circle                                  | Джеймс Понсольдт     |                                                                                   |
| The Discovery                             | 2017 | The Discovery                               | Чарлі Макдауелл      |                                                                                   |
| Thor: Tag der Entscheidung                | 2017 | Thor: Ragnarok                              | Taika Waititi        | Продовження фільму Thor — The Dark Kingdom (2013)                                 |
| Трансформери: останній лицар              | 2017 | Transformers: The Last Knight               | Майкл Бей            | П'ятий фільм у серії реальних фільмів «Трансформери»                              |
| Valerian — Die Stadt der tausend Planeten | 2017 | Valerian and The City of A Thousand Planets | Люк Бессон           |                                                                                   |
| What Happened to Monday?                  | 2017 | What Happened to Monday?                    | Томмі Віркола        |                                                                                   |
| Wonder Woman                              | 2017 | Wonder Woman                                | Патті Дженкінс       |                                                                                   |

## Нові випуски телесеріалів
| Назва                                     | Рік  | Оригінальна назва                | Автор                                                                       | Продюсер         | Примітки                                  |
| ----------------------------------------- | ---- | -------------------------------- | --------------------------------------------------------------------------- | ---------------- | ----------------------------------------- |
| The Handmaid's Tale — Der Report der Magd | 2017 | The Handmaid's Tale              | Reed Morano, Mike Barker, Floria Sigismondi, Kate Dennis, Kari Skogland     | Bruce Miller     |                                           |
| Орвілл                                    | 2017 | The Orville                      | Джон Фавро                                                                  | Джон Фавро       |                                           |
| The Tick                                  | 2017 | The Tick                         | Воллі Пфістер, Lev L. Spiro, Romeo Tirone, Sheree Folkson, Thor Freudenthal | Ben Edlund       |                                           |
| Електричні сни Філіпа К. Діка             | 2017 | Philip K. Dick's Electric Dreams | Francesca Gregorini                                                         | Ronald D. Moore  |                                           |
| Salvation                                 | 2017 | Salvation                        | Liz Kruger                                                                  |                  |                                           |
| Dimension 404                             | 2017 | Dimension 404                    | Benji Kleiman                                                               | Matthew Arnold   |                                           |
| The Jetsons                               | 2017 | The Jetsons                      | Gary Janetti                                                                |                  | Поки що є тільки пілотний епізод.         |
| Oasis                                     | 2017 | Oasis                            | Kevin Macdonald                                                             | Andy Harries     | Поки що є тільки пілотний епізод.         |
| The Passage                               | 2017 | The Passage                      | Marcos Siega                                                                | Liz Heldens      | Поки що є тільки пілотний епізод.         |
| Roadside Picnic                           | 2017 | Roadside Picnic                  | Alan Taylor (Regisseur)                                                     | Neal H. Moritz   | Поки що є тільки пілотний епізод.         |
| Зоряний шлях: Дискавері                   | 2017 | Star Trek: Discovery             | David Semel, Adam Kane, Akiva Goldsman, Olatunde Osunsanmi                  | Alex Kurtzman    |                                           |
| The Magic School Bus Rides Again          | 2017 | The Magic School Bus Rides Again | Deborah Forte                                                               |                  |                                           |
| Обдаровані                                | 2017 | The Gifted                       | Браян Сінгер, Лен Вайсман                                                   | Jim Chory        |                                           |
| Ghost Wars                                | 2017 | Ghost Wars                       | David Von Ancken                                                            | Chad Oakes       |                                           |
| Future Man                                | 2017 | Future Man                       | Evan Goldberg, Сет Роген                                                    | Джошуа Гатчерсон |                                           |
| Time After Time                           | 2017 | Time After Time                  | Marcos Siega                                                                | Кевін Вільямсон  | Телевізійний серіал більше не знімається. |
| Making History                            | 2017 | Making History                   | Jared Hess                                                                  | Julius Sharpe    | Телевізійний серіал більше не знімається. |

## Ювілеї
- 40 років Star Wars

## Категорія:Померли 2017
- Браян Олдіс (нар. 1925)
- Едвард Браєнт (нар. 1945)
- Майкл Х. Бухгольц (нар. 1957)
- Луї Шарбоньє[de] (нар. 1924), автор роману «Помста через комп'ютер[de]»
- Деніс Джонсон (нар. 1949), автор Fiscadoro
- Джуліен Мей (нар. 1931)
- Кіт Рід (нар. 1932)
- Джеррі Пурнелл (нар. 1933)
- Ів Велан (нар. 1925), автор Soft ГУЛАГ&#x20.
- Андре Віслер (нар. 1974)